# Prodromus florae Hercyniae
Prodromus florae Hercyniae (abreviado Prodr. fl. Hercyn.) es un libro con ilustraciones y descripciones botánicas que fue escrito por el botánico y micólogo alemán Georg Ernst Ludwig Hampe y publicado en Halle en el año 1836 y en Nordhausen en 1842 con el nombre de Prodromus florae Hercyniae; oder, Verzeichniss der in dem Harzgebiete wildwachsenden Pflanzen, nach dem Sexualsystem geordnet.